# Grant Simmons
Grant M. Simmons (New Orleans, 7 marzo 1943) è un ex cestista statunitense, professionista nella ABA.

## Carriera
È stato selezionato dai Baltimore Bullets al dodicesimo giro del Draft NBA 1966 (100ª scelta assoluta).